# Eltisley
Eltisley – wieś w Anglii, w hrabstwie Cambridgeshire, w dystrykcie South Cambridgeshire. Leży 18 km na zachód od miasta Cambridge i 80 km na północ od Londynu. Miejscowość liczy 421 mieszkańców.